# Dziewiętnastozgłoskowiec
Dziewiętnastozgłoskowiec – rozmiar wierszowy, składający się z dziewiętnastu sylab, o różnej konfiguracji akcentowej.
W klasycznym polskim sylabizmie rozmiar dziewiętnastozgłoskowy nie występował wcale, ponieważ najdłuższym formatem, regularnie stosowanym był symetryczny szesnastozgłoskowiec.
Teoretycznie dziewiętnastozgłoskowy jest sześciostopowiec anapestyczny hiperkatalektyczny ssSssSssSssSssSssSs. Format ten jednak praktycznie jest niespotykany w poezji polskiej.
Wersy dziewiętnastozgłoskowe występują w utworach tonicznych, napisanych wierszem skupieniowym, na przykład w Bajce o złej matce Kazimiery Iłłakowiczówny. Z czterech pierwszych wersów utworu dwa są dziewiętnastozgłoskowe.
ssSsSsssSs//sSssSssSs 19 (10 + 9)
sSsSssSs//ssSsssSsSs  18 (8 + 10)
ssSssSsSs//ssSssSssSs 19 (9 + 10)
sSsSssSs//ssSssSssSs  18 (8 + 10)
Męskie wersy dziewiętnastozgłoskowe, obok dwudziestozgłoskowych żeńskich, występują w utworze Stanisława Ciesielczuka Czarodziejstwo:
Żeglujemy, rozsiewając w drodze tchem serdecznym rozognione ziarna,
Żeby zboża kołyśliwem światłem piękna łan słoneczny bujnie rósł.
Pobłyskuje przed nami co chwila tajemnica, jak strzelista sarna.
Światy z jelit buchają zielenią, wrące srebro cieknie z niebnych ust.